# Jean-Philippe Roothaan
Jean Philippe Roothaan (en néerlandais Jan Philip Roothaan), né le 23 novembre 1785 à Amsterdam (Pays-Bas) et mort le 8 mai 1853 à Rome (Italie), est un prêtre jésuite néerlandais. En 1829 il est élu 21e Supérieur général de la Compagnie de Jésus. Il est généralement considéré comme le 'second fondateur' (ou 'restaurateur') de la Compagnie de Jésus.

## Jeunesse et formation

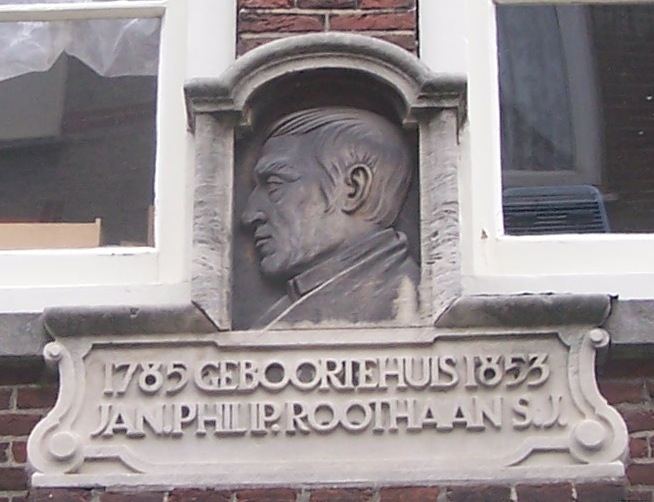
Lieu de naissance de Roothaan, à Amsterdam.

Les aïeux de Roothaan émigrèrent de Francfort (Allemagne) aux Pays-Bas (en 1740) où la famille devint catholique. Jean-Philippe, troisième de trois enfants, naît à Amsterdam le 23 novembre 1785.  Il fait de bonnes études au gymnase de la ville et ensuite au cours pré-universitaire de l’Athénée (études des langues classiques et sémitiques), de 1801 à 1804, où il est remarqué par son professeur, David Jacob van Lennep, un homme de lettres renommé (avec qui il restera en contact toute sa vie). Comme acolyte à l’église du Krijtberg, à Amsterdam, Jean-Philippe est en contact avec les ex-jésuites (la Compagnie de Jésus fut supprimée en 1773) qui en assurent les services pastoraux. Lorsque le jeune homme exprime le désir de devenir jésuite ceux-ci le dirigent vers le noviciat qu’ils viennent d’ouvrir à Dunaburg en Russie blanche (aujourd’hui Daugavpils, en Lettonie). Après deux ans de noviciat (1804-1806) Roothaan enseigne au collège de la même ville (1806-1809). Il poursuit ensuite, à Polotsk, des études de philosophie et théologie qui le préparent à la prêtrise (27 janvier 1812).

## Professeur et recteur
Roothaan est professeur de rhétorique à Pusza lorsque le décret de rétablissement universel de la Compagnie de Jésus (Sollicitudo omnium ecclesiarum) est signé (31 juillet 1814) et promulgué (7 août 1814) par le pape Pie VII Après quatre  ans à Pusza (1812-1816) il enseigne à Orsa jusqu’en 1820, année d’un nouveau bannissement: les Jésuites sont expulsés de Russie. Avec ses confrères, Roothaan part en exil. Il reprend l’enseignement de la rhétorique à Brigue, en Suisse. Après trois ans il est appelé à être le vice-recteur du nouveau collège de Turin (1823) et peu après, en 1829, vice-provincial d’Italie.

## La21eCongrégation générale (1829)
À la mort de Luigi Fortis la congrégation générale est convoquée et s’ouvre au Gesù, à Rome, le 30 juin 1829. Elle comprend 25 membres représentant 8 provinces. Une semaine plus tard, au 4e tour de scrutin, Jean-Philippe Roothaan est élu supérieur général de la Compagnie de Jésus (9 juillet 1829). Outre la mission de restaurer les pratiques de vie et gouvernement de l’ancienne Compagnie — un travail pas encore achevé — la Congrégation donne à Roothaan quelques orientations de gouvernement : améliorer la formation spirituelle (surtout les Exercices Spirituels) et intellectuelle des jeunes jésuites, ne pas ouvrir inconsidérément des collèges (s’assurer de leur financement) et moderniser le programme d’études (davantage de sujets scientifiques), relancer l’apostolat intellectuel (étudier les nouveaux courants philosophiques et théologiques et les recherches sur l’histoire de la Compagnie), et être plus strict en ce qui concerne l’admission définitive dans la Compagnie.

## Supérieur général

### Lettres et documents
De ses lettres circulaires plus importantes on retient surtout celle de 1830 sur l’Amour de la Compagnie suivie d’une seconde (1833) sur l’encouragement à l’étude des Exercices Spirituels, et une autre sur le ‘Progrès de la Compagnie (et ses dangers)’ (1841). Roothaan fit une nouvelle traduction latine des Exercices spirituels de Saint Ignace, avec introduction et commentaires, qui fut utilisée durant tout le XIXe siècle et la première moitié du XXe siècle. D’autres lettres (1831 et 1845) aidèrent à faire face aux ‘tribulations et persécutions’ qui ne manquaient pas : de violentes campagnes de presse accusaient les jésuites de complots les plus sombres. 
La lettre (1833) appelant des volontaires au travail missionnaire (De Missionum exterarum desiderio excitando et fovendo) suscite de l’enthousiasme — 1 260 jésuites lui écrivent — et signale un nouveau départ missionnaire de la Compagnie. À la mort de Roothaan, en 1853, plus d’un millier de jésuites travaillent hors d’Europe. Fondation de séminaires en Chine, en Albanie (1843), en Inde (1844), en Syrie (1845).
Avec l’aide d’une commission qui se réunit en 1831, le Ratio Studiorum est revu. En fait, pas de grand changement dans l'éducation jésuite, sinon l’addition de nouveaux sujets d’études, le développement de l’enseignement des sciences, de la langue vernaculaire et de l’histoire de l’Église (en théologie). Les idées libérales sont suspectes.

### Œuvres apostoliques
La recherche et l’apostolat intellectuel sont encouragés. À la demande du gouvernement belge (1837), l’œuvre des Bollandistes reprend à Bruxelles. Il appuie Augustin De Backer qui relance la Biblioteca Scriptorum Societatis (1844). La revue Civiltà Cattolica commence à paraître à Rome (1850). Avec les articles et les livres, reprennent également les polémiques, entre autres avec le philosophe italien Antonio Rosmini. 
Les missions populaires, la prédication sont réorganisées avec Xavier de Ravignan. François-Xavier Gautrelet fonde l’Apostolat de la prière. L’aide aux démunis et exclus n’est pas oubliée : lors de l’épidémie de choléra à Rome (1837) les jésuites participent à l’aide publique aux malades.

### Un Général voyageur
Ces initiatives et activités apostoliques de Roothaan se font dans une atmosphère politique européenne franchement hostile aux jésuites. Ils sont expulsés d’Espagne en 1835. En France les brillants Jules Michelet et Edgar Quinet prononcent au Collège de France une diatribe contre les jésuites (1843). Expulsion de Suisse en 1847. L’année suivante c’est Roothaan lui-même qui part en exil…
Roothaan est le premier Supérieur Général à quitter Rome après son élection et rendre visite à des communautés jésuites à l’étranger, même s’il faut ajouter qu’il ne le fit que parce que contraint à l’exil. Lorsque Pie IX a fui Rome en 1848 pour ne pas accorder de gouvernement démocratique et qu'en 1849, le peuple romain a voté pour l'établissement de la république romaine, éphémère par l'intervention armée française, Roothaan a quitté Rome.  Il visite les jésuites de France, Belgique, des Pays-Bas, d’Angleterre et d’Irlande. Il rentre à Rome en 1850. Mais il est affaibli et malade.

## Fin et conclusion
Sentant ses forces décliner Roothaan convoque une congrégation générale pour lui choisir un coadjuteur. La lettre est envoyée le 4 janvier 1853. Il nomme un Vicaire Général le 22 février. Deux semaines plus tard Roothaan meurt. La 22e Congrégation générale se réunira le 21 juin et élira Pierre-Jean Beckx. Durant les 24 années du généralat de Roothaan le nombre de jésuites passa de 2 137 à 5 209, et les résidences et collèges de 55 à 100.
Homme de grand talent et intellectuellement brillant Roothaan était un travailleur infatigable. Il se donna entièrement à la restauration et revitalisation de la Compagnie de Jésus. Cela se fit dans l’esprit du jour, c’est-à-dire en évitant les nouveautés dangereuses et restant aussi proche que possible de ce qui se faisait avant la suppression de la Compagnie. Son tempérament de néerlandais, calme et impassible — et même froid disent certains proches — lui permit de faire face aux grandes tribulations qui risquaient fort d’emporter la nouvelle Compagnie, à peine rétablie et encore très fragile.